# シェルドン・ロバーツ
コーネリアス・シェルドン・ロバーツ（Cornelius Sheldon Roberts、1926年10月27日 -  2014年6月6日） は半導体開発における米国の先駆者。
シリコンバレーの隆盛の基礎を築いた8人の反逆者のひとりである。

## 経歴
バーモント州ベニントン郡出身。1948年にレンセラー工科大学で冶金工学の学士号を取得し、1949年にMITで修士号を、1952年に博士号を取得した。その後、アメリカ海軍調査研究所やダウ・ケミカル社で研究に携わる。
カリフォルニア州マウンテンビューにあるベックマン・インスツルメンツの一部門である ショックレー半導体研究所に入社したが、後にシャーマン・フェアチャイルドの後ろ盾を得て他の7人のメンバーと共に会社を去り、フェアチャイルドセミコンダクター社を設立した。
その後、8人の反逆者仲間と別れ、ジャン・ヘルニ、ジェイ・ラストと共に、アメルコ（現在のテレダイン）を設立した。1954年アルフレッド・ノーブル賞受賞。